# SV Friedrichsort
Die SV Friedrichsort ist ein Sportverein aus Kiel, dessen erste Herren-Tischtennis-Mannschaft derzeit in der Verbandsoberliga Schleswig-Holstein spielt. Der Verein entstand am 28. September 1945 durch Fusion der Vereine Turn- und Sportverein Friedrichsort von 1890, Freie Turnerschaft Friedrichsort und Umgebung sowie Sport-Club Friedrichsort von 1908.

## Fußball
Der SC 08 konnte 1919/20 das erste Mal in die höchste Spielklasse, die Kreisliga Holstein, aufsteigen, musste aber ohne Punktgewinn sofort wieder absteigen. Nachdem der Verein 1940 sportlich in die Gauliga Nordmark aufgestiegen war, wurde ihm im Anschluss an die Saison nachgewiesen, dass er nicht spielberechtigte Spieler einsetzte, woraufhin der SC weiterhin zweitklassig blieb. Erst 1942 gelang der Aufstieg in die damals erstklassige Gauliga Schleswig-Holstein, in der der SC kurzzeitig die Rolle als Nummer zwei in Kiel einnehmen konnte und 1943/44 nicht nur Holstein Kiel zweimal bezwang, sondern wie in der Vorsaison den dritten Platz erreichte.
Die Freie Turnerschaft spielte im Gegensatz zum SC 08 in den Ligen des ATSB und konnte 1921 die Nordmark-Meisterschaft erringen. In der anschließenden ATSB-Regionalmeisterschaft musste man sich allerdings der FT Unterweser-Bremerhaven mit 1:6 geschlagen geben. Mit Hans Göhring stellte der Verein darüber hinaus auch einen deutschen Nationalspieler. 1933 wurde der Verein wie alle anderen Arbeitersportvereine von den Nationalsozialisten aufgelöst.
Nachdem der neu entstandene SV Friedrichsort einige Spielzeiten in der Drittklassigkeit verbringen musste, kehrte er zur Spielzeit 1952/53 in die Landesliga Schleswig-Holstein zurück und etablierte sich nach dem Aufstieg schnell in der neuen Liga. Nach zwei Landespokalsiegen am Ende der 50er-Jahre konnte man 1960 die Aufstiegsrunde zur erstklassigen Oberliga Nord erreichen, in der der SVF jedoch deutlich scheiterte. Nach der Einführung der Bundesliga gelang es Friedrichsort in die zweitklassige Regionalliga Nord „aufzusteigen“, indem sich die Mannschaft in einer Aufstiegsrunde mit dem VfB Lübeck durchsetzen konnte. Erstmals seit Bestehen der Bundesrepublik Deutschland spielte der Sportverein nun wieder in einer Liga mit Holstein Kiel.
Der Verein beendete die erste Spielzeit in der Regionalliga 1963/64 Saison auf Platz 15. In der darauf folgenden Saison wurden die Kieler 14 und mussten in der Spielzeit 1965/66 trotz eines Sieges über den Meisterschaftskandidaten FC St. Pauli wieder in die Drittklassigkeit absteigen. 1975 misslang dem Verein die Qualifikation für die Amateuroberliga Nord, woraufhin er von der dritten bis in die fünfte Liga durchgereicht wurde. 1995 musste der Verein zum ersten Mal in die sechste Liga absteigen und wurde bis in die Kreisliga durchgereicht.
In der Spielzeit 2008/09 nahm der Verein an der sechstklassigen Verbandsliga Nord-Ost teil, stieg aber zur Spielzeit 2009/10 wieder in die Kreisliga Kiel ab. Dort spielte die erste Mannschaft in der Saison 2009/10 eine sportlich katastrophale Saison und stieg mit der Bilanz von vier Punkten und 14:183 Toren aus 30 Punktspielen erneut, diesmal in die Kreisklasse A, ab. Auch in der A-Klasse wurde der freie Fall des Vereins nicht gestoppt, am Ende der Saison 2010/11 stand mit drei Punkten und 29:152 Toren der Abstieg in die Kreisklasse B fest.
2012 gelang die Rückkehr in die Kreisklasse A. In den folgenden drei Spielzeiten konnte sich die SV Friedrichsort sowohl mit der ersten als auch mit der zweiten Mannschaft in der A-Klasse etablieren. In der Saison 2014/15 erreichte die 1. Mannschaft den ersten Platz in dieser Spielklasse mit 68 Punkten und einem Torverhältnis von 86:28. Die SVF tritt daher seit der Spielzeit 2015/16 wieder in der höchsten Kieler Spielklasse (Kreisliga Kiel) an. Diese Spielklasse firmiert derzeit unter der Bezeichnung Kreisliga Nordost.

## Leichtathletik
Die Leichtathletikabteilung bietet derzeit Kindertraining in zwei Altersgruppen (4–7; 8–12 Jahre) sowie eine Trainingsgruppe für das Sportabzeichen an. In der ewigen deutschen Bestenliste ist der Verein mit dem Speerwerfer Karsten Lübbe als Männer-Landesmeister Schleswig-Holsteins und einer Weite von 66,58 m aus dem Jahr 1987 vertreten. Arno Eckeberg ist in der ewigen Bestenliste des SHLV im Hochsprung mit 2,01 m aus dem Jahre 1979 und im Dreisprung mit 14,28 m aus dem Jahre 1980 vertreten.

## Abteilungen
- Einrad und Einrad-Hockey
- Koronarsport
- Fußball
- Handball in der SG Nord
- Judo, Aikido
- Schwimmen
- Segeln
- Seniorenkreis
- Sportjugend, Fußball-Jugend
- Taekwondo/Jiu-Jitsu
- Tennis
- Tischtennis
- Turnen (Geräteturnen männlich, Geräteturnen weiblich, Frauenturnen, Eltern-Kind-Turnen, Fitness, Trampolin, Seniorenturnen)
- Outdoor Fitness
- Leichtathletik
- Linedance
- Yoga